# Csesznek
Csesznek (alemany: Zeßnegg, croat: Česneg i eslovac: Česnek) és un llogarret al Comtat de Veszprém, a Hongria. És famós pel seu castell medieval.
El castell medieval de Csesznek va ser construït prop de 1263 pel baró Jakab Cseszneky que era el portaespases del rei Béla IV d'Hongria. Ell i els seus descendents han donat nom al castell: Cseszneky.
Entre 1326 i 1392 era un castell reial quan el rei Segimon el va oferir per a la família de Garai a canvi del Banato de Macsó. El 1482 la línia masculina dels Garai va a extingir i el rei Maties Corví va donar el castell a la família Szapolyai. El 1527 el baró Bálint Török el va ocupar. Durant el segle xvi les famílies Csábi, Szelestey i Wathay estaven en la possessió de Csesznek. El 1561, Lőrinc Wathay va repel·lir amb èxit el setge dels turcs. Tanmateix, el 1594 el castell va ser ocupat per les tropes turques, però ja el 1598 els hongaresos el van recobrar. En 1635 Dániel Esterházy va comprar el castell i el llogarret i a partir d'aquell moment, Csesznek fou propietat de la família Esterházy fins a 1945.